# Gillian Cross
Gillian Cross, född 1945 i London, är en engelsk författare till främst ungdomsromaner. Hon har studerat litteraturhistoria och filosofi vid Oxfords universitet och är filosofie doktor i engelska (från 1974) vid University of Sussex.[källa behövs]
Cross har skrivit böcker både för yngre och äldre barn i genrer som historiska berättelser, äventyrsromaner, psykologiska spänningsromaner, vardagsskildringar och gotiska romaner.[källa behövs] Hon har skrivit en serie, The Demon Headmaster (ej översatt till svenska), som blivit en teveserie (The Demon Headmaster) på BBC. Hennes första bok blev klar när hon var 28 år gammal, och hennes första publikationer kom ut två år senare, sen dess är hon författare på heltid.